# 本村康祐・西岡隼基のオールナイトニッポン0(ZERO)
『本村康祐・西岡隼基のオールナイトニッポン0(ZERO)』（もとむらこうすけ・にしおかじゅんきのオールナイトニッポンゼロ）は、ニッポン放送の「オールナイトニッポン0(ZERO)」の枠で、現役大学生の2人がパーソナリティを担当していたラジオ番組である。

## 概要
「オールナイトニッポン0(ZERO)」のパーソナリティ中、唯一のアマチュアで、2人とも大阪育ちの大学4年生である。コンセプトとしては「個性的というか「未知数」な金曜日」とされた。
一般人のオールナイトニッポンレギュラーパーソナリティとしては、1992年10月から1993年3月まで水曜2部を担当していた「松永並子と北原ゆきのオールナイトニッポン」が終了して以来、19年ぶりとなり、LF+Rを含めると、1999年4月から2002年3月まで放送されていたプロデューサーズナイトが終了して以来、10年ぶりとなった。
1曲目は「AKB48のオールナイトニッポン」からマイクを引き継ぐということで、AKB48の曲をかける。ごくたまにAKB48メンバーの乱入がある。
ナインティナイン担当木曜1部の「わあわあ言うとります〜」のようにこの番組でも最後に決まり文句をつけており、「来週も聴き逃すな! 見逃すな!!」で締める（2012年8月頃までは「ありがとうございましたー、また来週」という普通のコメントであった）。
最終回では西岡が大阪で就職先の会社の研修のため上京できず、ニッポン放送関西支社に中継をつなぎ西岡はそこで出演し、有楽町のスタジオからは本村が1人で担当した。

## パーソナリティ
本村康祐（もとむら こうすけ）
山形生まれの大阪育ち。生野高校生徒会長を経て、2012年4月現在大阪大学経済学部4年生。大学入学後、思いつきで創作活動に取り組んでいるが、ぱっとせずに至る。西岡には専ら「もっさん」と呼ばれる。その後、2014年4月にタカラトミーに就職。2014年7月からは音泉などで配信されているインターネットラジオ「selector radio WIXOSS」にコーナーパーソナリティとして出演している。
西岡隼基（にしおか じゅんき）
大阪生まれの大阪育ち。2012年4月現在関西大学システム理工学部4年生。心拍数を肌に触れすに測る研究を行っている。関大のフットサルサークル「ファンタジスタ」にも所属。

### パーソナリティになったきっかけ
本村と西岡とは共に中学の同級生で卓球部に所属していた。2人には親交はほとんどなく、それほど仲良くなかったが、その後は駅で偶然会ったりした際には西岡の方からフランクに本村に声をかけていたという。2012年1月、就職活動の迫った本村が切羽詰ってこのANNオーディションに懸けようと思い立った時に西岡の事を思い出し、大阪・梅田にある銀行前で偶然西岡と再会、声をかけたことがきっかけで2人一緒に応募したところ、レギュラー獲得となった。

## コーナー
愛の無茶ブリ!!
無茶ブリという名の愛をリスナーから募集し、寄せられた無茶ブリに2人がお答えするコーナー。
童貞川柳
童貞の切ない日常をリスナーが575で詠みあげるコーナー。
このコーナーはなぜか「ニッポン放送 童貞でバスタイムを」という番組を持ち出し、「童貞西岡」というスポーツ部実況アナウンサーが出演する。必ず1度は『まぁ、やったことないんだけどね☆』を持ち出す。
2013年1月19日からセツナ本村がアシスタントに。
本村受験相談室
実際に塾講師のバイトを行っている本村が「塾長」となり、受験生の悩みに答えるコーナーで、メールでも募集していると共に、スマートフォンアプリのLINEでもボイスメッセージでお悩み相談を募集。ツイッターのann0kinのアカウントを検索してボイスメッセージという形でラジオネームと受験に関する悩みを録音したものを紹介し、生放送で解決する。
どうも!西岡ずんきです!
2012年10月5日放送の「甲子園の土」のナレーションの自己紹介の中で自分の名前を「西岡ずんき」と言い間違えた西岡。そこで、リスナーには、西岡の名前を面白く言い間違えてもらう。
本村のいろいろ遊んで来ました!
人見知り、出不精、世間知らずの本村が新しい遊びを体験して発表する。できれば少人数のリスナーとわいわいしたいというもの。

### 終了
バイトの流儀
大阪から有楽町まで自腹で来ている2人。そこで、面白そうなバイトをして交通費を稼ごうというコーナー。
美味しいご飯を炊こう
今後行われることになっている、「ANN曜日対抗美味しいご飯選手権」に向け、なんとしても美味しいご飯を炊くために、リスナーから、お米を収穫できるところや、炊き方のコツなどの情報を紹介するコーナー。
西岡先生の妖精・妄想テレフォン→逆妖精ちゃん生テレフォン
いわゆる童貞の妄想を電話で女子にぶつけるコーナー。
それが派生し、リスナーからの「ドキドキワード」を西岡が選定し、それを女性リスナー（妖精ガール）に言ってもらうもの
本村プロダクション
素人が素人をプロデュースというコーナー。ミュージシャン、詩人など、我こそはという素人の熱い魂を持ったリスナーは簡単なプロフィールをメールで送ってもらう。ごく稀に実際の音源も紹介される。
現在は皿屋恵という方の自己紹介と、その持ち歌「かかと」という曲の曲紹介を募集している。
皿屋恵がゲスト出演した2012年10月19日に終了し、かわって西岡プロダクションが始まった。
西岡のオーガズム図鑑
西岡が「気持ちいいこと」に夢中であるという事から、リスナーに生活の中で感じる「にんじんについてのいい事」を送ってもらう。1回きりで終了。
甲子園の土
甲子園球児が思い出に持って帰る阪神甲子園球場の土の使い道を募集する。これまた1回きりで終了。このコーナーで名前をとちったことから新コーナーが生まれた。
行田プロジェクト
当初は「お米を作る」ことがメインだったが紆余曲折あって「埼玉県行田市の名産品を作ろう!」ということになった2人。そこで、行田市は古墳が有名なので「古墳をモチーフにしてカレーライス」を作ろうという流れになったのだが、リスナーにはこのプロジェクトについてのアドバイスを、送ってもらう。
友達の友達
友達の友達から聞いた、根も葉もない勝手な噂話をリスナーから教えてもらうコーナー。
最強のエントリーシートを作ろう!→最強の自己PR文を作ろう
現在2人は就職活動をしていて、エントリーシートには何を書いていいかわからないということで、リスナーと考えて“最強のエントリーシート”を作り、内定をとろうというコーナー。
就職活動も無事に終わったが、次にいつまたPR文を書くかわからないことを理由に、それを派生させて後者が始まった。
セツナ川柳
素人貧乏大学生の日常は切ないことだらけということで、リスナーの切ない日常を5・7・5で詠むコーナー。
このコーナーはなぜか「ニッポン放送 川柳でティータイムを」という番組を持ち出し、「セツナ本村」というアナウンサーと「西岡中納言」という人物が登場する。続けて童貞川柳が放送される。2013年1月の「いる？いらない？ 素人ZERO コーナー仕分け」にて仕分け対象となり打ち切り。
西岡プロダクション
素人が素人をプロデュースするコーナー。ミュージシャン、詩人など、我こそはという素人の熱いソウルを持ったリスナーは簡単なプロフィールを添えてメールで応募する。なお、現在、西岡脚本でドラマを撮影する話が出ている。放送回数が徐々に減りついに存在がうやむやになったままこちらも2013年1月の「いる？いらない？ 素人ZERO コーナー仕分け」にて仕分け対象となり打ち切り。

## スタッフ

### ディレクター
- 吉岡直澄[4](2012年4月6日-)
ラジオ体操などの動画の撮影をおこなっている。

### 構成作家
- 佐藤満春(2012年4月6日-)
作家として『オードリーのオールナイトニッポン』を担当。

- 根本幸大(2012年4月6日-)
2012年8月に行った「西岡の夏休み～伊豆大島7泊8日旅」に同行した。『鬼龍院翔のオールナイトニッポン』を担当している。

## 評価
- 2012年10月の首都圏ラジオ聴取率調査において、この番組が10代男女で同時間帯の首位を獲得した。

## 代理番組
- 2012年8月31日 - アルコ&ピースのオールナイトニッポン0（ZERO）
- 2013年2月22日 - オールナイトニッポン45時間スペシャルの一環で同枠のパーソナリティをオリエンタルラジオが担当するため、NOTTVのみで放送。

## 放送終了後
- 放送終了後は本村、西岡両名とも一般企業に就職。
- 2020年4月より、本村のYouTubeチャンネル上で「本村康祐・西岡隼基の不定期連絡会」というタイトルでライブ配信を行っている。